# Walter Guggenbühl

Walter Guggenbühl (ca. 1959)

Walter Guggenbühl (* 3. März 1927 in Zürich; † 2. April 2011) war ein Schweizer Elektroingenieur und Hochschullehrer.

## Leben
Walter Guggenbühl besuchte die Grundschulen in Meilen im Kanton Zürich. Anschliessend folgte die Oberrealschule der Kantonsschule in der Stadt Zürich. Nach bestandener Maturitätsprüfung begann er 1946 ein Elektroingenieurstudium an der ETH Zürich, welches er 1950 als Diplomingenieur abschloss. Es folgten zwei Jahre als Assistent am Elektrotechnischen Institut derselben Hochschule. Dann trat er als wissenschaftlicher Mitarbeiter ins Institut für Höhere Elektrotechnik unter der Leitung von Max Strutt ein und befasste sich mit Problemen der Transistortechnik sowie dem Rauschverhalten elektronischer Bauelemente. Während dieser Zeit wurde er finanziell von der Schenkung BBC unterstützt. Seine Dissertation unter dem Titel Beiträge zur Kenntnis des Halbleiterrauschens mit besonderer Berücksichtigung von Kristalldioden und Transistoren reichte er 1955 ein.
Von 1959 bis 1970 war Guggenbühl Privatdozent für Schaltungstechnik von Halbleiterbauelementen an der ETH Zürich, ab 1970 als Titularprofessor. Er folgte 1973 dem Ruf als Ordinarius für Elektronische Schaltungstechnik. Prof. Guggenbühl gründete das Institut für Elektronik, dem er bis zu seiner Emeritierung 1993 vorstand. Während seiner Zeit als Hochschullehrer an der ETHZ führte er eine Generation von Studenten in die zukunftsweisende Transistortechnik ein, nachdem noch kurz zuvor Schaltungen nur mit Elektronenröhren entworfen worden waren. Später wandte er sich auch Integrierten Schaltungen und der digitalen Signalverarbeitung zu.

## Schriften
- Walter Guggenbühl: Ueber die Grenzen der elektrischen Belastbarkeit von Flächentransistoren. Habilitationsschrift. ETH Zürich, 1959.
- Maximilian Strutt, Walter Guggenbühl, Willy Wunderlin: Halbleiter und Halbleiterdioden. Birkhäuser-Verlag, Basel 1962.
- Walter Guggenbühl: Transistorschaltungen. Vorlesungstext. ETHZ.